# Vasco de Lima Couto
Vasco de Lima Couto (Porto, 26 de Novembro de 1924 - Lisboa, 10 de Março de 1980) foi um poeta, actor, encenador, declamador e radialista português.

## Percurso
Estreou-se como actor em 27 de Março de 1947. Em 13 de Março de 1951 entrou para a Companhia de Amélia Rey Colaço - Robles Monteiro, a mais conceituada da época. Trabalhou também no Teatro Experimental do Porto, Teatro da Câmara - Estufa Fria, Teatro da Trindade e Teatro Experimental de Lisboa.
Foi para Angola onde colaborou em programas de rádio.
Regressou a Portugal em 1974. Trabalhou no Teatro da Cornucópia, na Companhia de Maria Matos, e no Teatro Monumental onde Trabalhou por 2 vezes em substituição de colegas, ao lado de Laura Alves em "Aqui Quem Manda Sou Eu" (substituindo Luís Filipe) e em  "Não Há Nada que me Escape" (Substituindo Orlando Fernandes Luís Filipe).
Em 1975, gravou o seu segundo disco de poesia com poemas da sua autoria.

## Homenagens
Em Constância existe um museu monográfico dedicado ao poeta, reunindo o seu espólio. A actual Casa Museu Vasco de Lima Couto é, desde os anos 70, propriedade de José Ramoa Ferreira, o Zé Brasileiro, português de Braga dos versos de Vasco de Lima Couto.
Casa apalaçada dos finais do século XVIII, foi habitação de diversas figuras importantes da vida local e nacional, como o ministro setembrista Passos Manuel, Jacinto de Sousa Falcão e sua esposa, descendente de um da linhagem dos doze de Inglaterra, o doutor Francisco de Oliveira Moncada, governador-geral de Angola e o professor pintor José Campas.
O poeta viveu nesta casa os últimos quatro anos da sua vida. Após o seu falecimento, foi transformada em Casa-Museu, inaugurada pelo presidente da República, general Ramalho Eanes em Março de 1981.
Guarda objectos pessoais de Lima Couto e muitos originais, em especial correspondência trocada com amigos, bem como uma rica colecção de arte constituída por mobiliário e pintura.

## Obras publicadas
- Arrebol - 1943
- Romance - 1947
- Recado Invisivel - 1950
- Os olhos e o silêncio - 1952
- O Silêncio Quebrado - 1959
- Esta continua saudade... - 1974
- Bom Dia Meu Amor... - 1974
- Canto de Vida e de Morte - 1981
- Deixando discorrer os rios - 1991

## Discografia
O single "Erotica" inclui os poemas "A voz perto de Mim", "O Futuro é Hoje", "Para ver se te Desprezo", "Pois", "Adolescente", "Felatio", "Posse" e "Realmente não". Os poemas são ditos pelo próprio autor e com música e acompanhamento de Duarte Costa.